# هانس برگر
هانس برگر (آلمانی: Hans Berger; ۲۱ مهٔ ۱۸۷۳ – ۱ ژوئن ۱۹۴۱) یک روان‌پزشک و دانشمند در زمینه فیزیولوژی اعصاب اهل آلمان بود.
وی مخترع نوار مغزی (EEG) یا «ضبط امواج مغز» در سال ۱۹۲۴ میلادی و کاشف امواج آلفا بود که به «امواج برگر» شهرت دارند.
او به‌دنبال یک دوره افسردگی مزمن و ابتلا به عفونت پوستی شدید، خود را در کلینیکِ محل کارش دار زد و خودکشی کرد.

## پیشینه
هانس برگر، در سال ۱۸۷۳م، برابر با چهارشنبه، ۳۱ اردیبهشت ۱۲۵۲خ، در منطقه‌ای که امروز بخشی از کوبورگ در ایالت بایرن در جنوب آلمان محسوب می‌شود به دنیا آمد. پدر وی پزشک بود و هانس کودکی و نوجوانی را در زادگاهش در رفاه نسبی گذراند و تحصیلات متوسطه را به پایان برد. هانس که از کودکی به علم اخترشناسی علاقه داشت، پس از پایان تحصیلات متوسطه در زادگاهش در سال ۱۸۹۲م، به ایالت تورینگن رفت و مشغول تحصیل ریاضی در دانشگاه ینا شد. اما پیش از پایان سال اول از ادامه تحصیل انصراف داد و برای انجام خدمت به سواره نظام پیوست. معروف است که اسب وی در هنگام یکی از تمرینات نظامی، رم کرده و او را در مسیر عراده توپ به زمین می‌زند. اما ارابه ران در آخرین لحظه موفق می‌شود که اسبهای عراده توپ را متوقف کند و هانس را که از وحشت شوکه شده بود را از مرگ حتمی نجات دهد. گویا همزمان با این حادثه، خواهر هانس که فرسنگ‌ها دورتر در خانه به سر می‌برده‌است، دچار نگرانی شدیدی شده و به پدرشان اصرار می‌کند که با ارسال تلگراف، جویای حال هانس شود. این ماجرا چنان باعث شگفتی هانس شد که او بعدها در سال ۱۹۴۰م، نوشت که نگرانی خواهرش همزمان با حادثه، چیزی نبوده مگر یک مورد ارتباط تله پاتی که در لحظه خطر مرگبار، بین او و خواهرش که از نظر روحی با هم نزدیکی زیادی داشتند، برقرار شده‌است.
برداشت هانس از این ماجرا و ظاهراً کنجکاوی وی برای مطالعه و کشف پایه‌های مادی ارتباط تله پاتی، باعث شد که هانس پس از پایان دوران خدمت نظامی، به تحصیل در رشته پزشکی بپردازد. به این ترتیب هانس در سال ۱۸۹۷م، پس از اخذ مدرک پزشکی به دستیاری اوتو  بینزوانگر که یک محقق و متخصص سرشناس اعصاب و صاحب کرسی استادی دردانشگاه ینا بود، مشغول شد. هانس برگر، خود در سال ۱۹۰۱م، ابتدا از حق تدریس در دانشگاه برخوردار شد و سپس در سال ۱۹۱۲م، صلاحیت پزشک ارشد را به دست آورد و نهایتاً در سال ۱۹۱۹م، جانشین استاد خود، اوتو بینزوانگر شد.
در عین حال، هانس برگر، با ۲ دانشمند سرشناس وقت در رشته اعصاب‌شناسی یعنی اسکار وگت و کوربینیان برادمن همکاری داشت و در مطالعه و کشف تقسیم‌بندی وظایف مغز، نقش داشت. در سال ۱۹۱۱م، هانس با دستیار فنی خود، بارونس «اورسولا فون بولو» ازدواج کرد. با آغاز جنگ جهانی اول، هانس به عنوان روانپزشک ارتش، در جبهه غرب مشغول خدمت شد. بعدها پس از پایان جنگ بار دیگر مشغول تحقیق و تدریس شد و در سال ۱۹۲۷م، به ریاست دانشگاه ینا برگزیده شد.
 اما نقطه عطف کارنامه علمی هانس برگر، در سال ۱۹۲۴م، با ثبت اولین نوار مغزی از انسان رقم خورد. اما اصطلاح «الکتروانسفالوگرافی» که توسط هانس برگر ابداع شده بود با شک و تردید و حتی تمسخر محافل علمی آن زمان مواجه شد و ۵ سال طول کشید که هانس موفق شود تا اولین مقاله خود که در آن به شرح فناوری نوار مغزی پرداخته بود را در سال ۱۹۲۹م، منتشر کند. ویلیام گری والتر، دانشمند سرشناس آمریکایی، بعد از بازدید از تأسیسات نوار مغزی در دانشگاه ینا در سال ۱۹۳۵م، نوشت:
... توسط همکارانش به عنوان یک روانپزشک برجسته آلمانی به حساب نمی‌آمد، بلکه بیشتر میل لنگی در جمع بود. از نظر من متواضع بود و با شوخ‌طبعی با مخالفت محافل علمی می‌ساخت و آشفته نمی‌شد تا نهایتاً به شهرت رسید. با این حال وی یک ضعف مهلک داشت و آن بی اطلاعی از علوم برق و مکانیک و پایه‌های علمی روش ابداعی خود بود.
از سال ۱۹۳۴م، پس از اینکه الکتروفیزیولوژیست‌های بریتانیایی از جمله ادگار آدریان، مشاهدات مقدماتی هانس برگر را تأیید کردند، فناوری نوار مغزی ارزش جهانی یافت و نهایتاً در یک مجمع بین‌المللی به رسمیت شناخته شد. به زودی این فناوری در انگلستان، فرانسه و ایالات متحده مورد بهره‌برداری عملی قرار گرفت.
هانس برگر در سال ۱۹۳۸م، در سن ۶۵ سالگی با حفظ عنوان استاد روانشناسی بازنشسته شد. در مورد علت بازنشستگی وی ابهاماتی وجود دارد. از یک سو ادعا می‌شود که روابط خصمانه برگر با رژیم نازی و فشار نازی‌ها باعث کناره‌گیری اجباری وی از تدریس شد و از سوی دیگر ادعا می‌شود که وی با رژیم نازی همکاری کرده و حتی در دادگاه‌های اصالت نژادی که احکام عقیم‌سازی اجباری صادر می‌کرده، شرکت داشته‌است. ضمن آنکه دفتر خاطرات خود هانس برگر نیز محتوی یادداشت‌های یهودستیزی بوده‌است. با این حال وی هرگز به عضویت حزب ناسیونال سوسیالیست کارگران آلمان در نیامد. هانس برگر پس از یک دوره طولانی که از عفونت پوستی و افسردگی شدید رنج می‌برد، در سال ۱۹۴۱م، برابر با یکشنبه، ۱۱ خرداد ۱۳۲۰خ، در سن ۶۸ سالگی با حلق آویز کردن خود در کلینیکِ محل کارش، خودکشی کرد و به زندگی خود خاتمه داد.

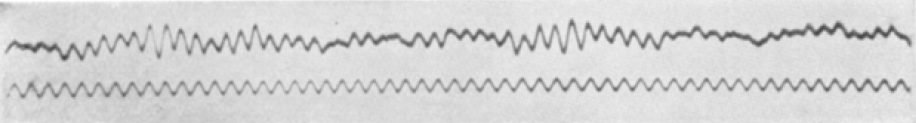
یک نواز مغزی اولیه که توسط برگر ثبت شده‌است.